# Adjarabet
Adjarabet — грузинська компанія, що спеціалізується на азартних іграх. Це найбільший сайт з азартними онлайн-іграми країни.

## Історія
2016 — організувала захід WSOP Circuit Georgia.
У лютому 2019 року британський азартний оператор Paddy Power Betfair придбав 51 % контрольного пакету акцій Adjarabet з можливістю придбати решту 49 % через три роки.
У жовтні 2020 року Аджарабет став спонсором грузинської федерації баскетболу на два сезони. Компанія також спонсорує місцеву любительську баскетбольну лігу.

## Нагороди
- 2013 — «Спонсор року» на музичному фестивалі Electronauts[5]
- 2017 — компанія потрапила до шорт-листу категорії «Висхідна зірка у спортивних ставках» на премії SBC Awards.[6]